# 山内重直
山内 重直（やまうち しげなお）は、江戸時代前期の土佐藩家老。土佐山内家の一門。

## 略歴
万治2年（1659年）、深尾重照の子として誕生した。
寛文4年（1665年）、幕府の証人として江戸に下る。寛文5年（1666年）、大名の家臣に対する証人制度が廃止され帰国する。寛文10年（1671年）、新知1000石を賜る。寛文12年（1673年）、山内の名乗りを許され、通称を登之助と改める。延宝5年（1677年）、家老職、左後備組支配を命じられる。
元禄3年（1690年）4月27日、死去、享年32。家督は嫡男の規重が相続した。規重の長男・正之助（豊敷）は後に土佐藩8代藩主となる。